# Achi (Partei)
Achi (Akronym אח״י AChI für hebräisch אָרֶץ חֶבְרָה יַהֲדוּת Aretz Chevrah Jahadūt, deutsch ‚Land, Gesellschaft, Judentum‘; nicht unbeabsichtigt ist wohl der Gleichklang von Akronym und hebräischem Wort אָחִי Achī, deutsch ‚mein Bruder‘) ist eine rechtskonservative zionistische Partei in Israel. 

## Geschichte
Die Partei wurde am 21. März 2005 gegründet, als Effi Eitam und Jitzchak Levy die Nationalreligiöse Partei (NRP) während der Parlamentswahlen im Jahre 2003 zur 16. Knesset verließen. Sie war dann von 2006 bis 2008 Teil der Nationalen Union.
Am 23. Dezember 2008 verließ Achi die Nationale Union. Für die Parlamentswahlen von 2009 war Achi Teil der Wahlliste des Likud, wobei Schalom Lerner auf dem 39. Platz und Edmund Chassin auf dem 45. Platz der Wahlliste standen. Da der Likud lediglich 28 Sitze errang, konnte jedoch kein Achi-Kandidat in die Knesset gelangen.